# Каламото
Каламото̀ или Кари гьол (на гръцки: Καλαμωτό, катаревуса Καλαμωτόν, Каламотон, до 1927 Καργή Γκιόλ, Кари гьол) е село в Гърция, дем Лъгадина, област Централна Македония. Селото има 800 жители (2001).

## География
Селото е разположено източно от Загливери.

## История
Край Каламото са развалините на античния македонски град Калиндия. Разкопките са разкрили статуи, надписи, погребални колони, монети, фигурки и други, които са изложени в специална зала в Археологическия музей на Солун. Обществената сграда Севастион с обща дължина от 70 m включва храм на Зевс и булето на града.
След Междусъюзническата война Кари гьол попада в Гърция. През 20-те години мюсюлманското му население се изселва и в селото са настанени гърци бежанци. В 1927 година е прекръстено на Каламото. Според преброяването от 1928 година Каламото е смесено местно-бежанско село с 88 бежански семейства и 318 души.
В Каламото има природонаучен музей, основан през 2001 година, като находките са на възраст 1-2 милиона години.